# Pierluigi Marquis
Pour les articles homonymes, voir Marquis (homonymie).
Pierluigi Marquis, né le 30 mai 1964 à Aoste, est un architecte et un homme politique italien, membre de la Stella alpina. Il est président de la Vallée d'Aoste du 10 mars au 11 octobre 2017. Il habite Saint-Vincent.